# Luis Miguel Sánchez Cerro

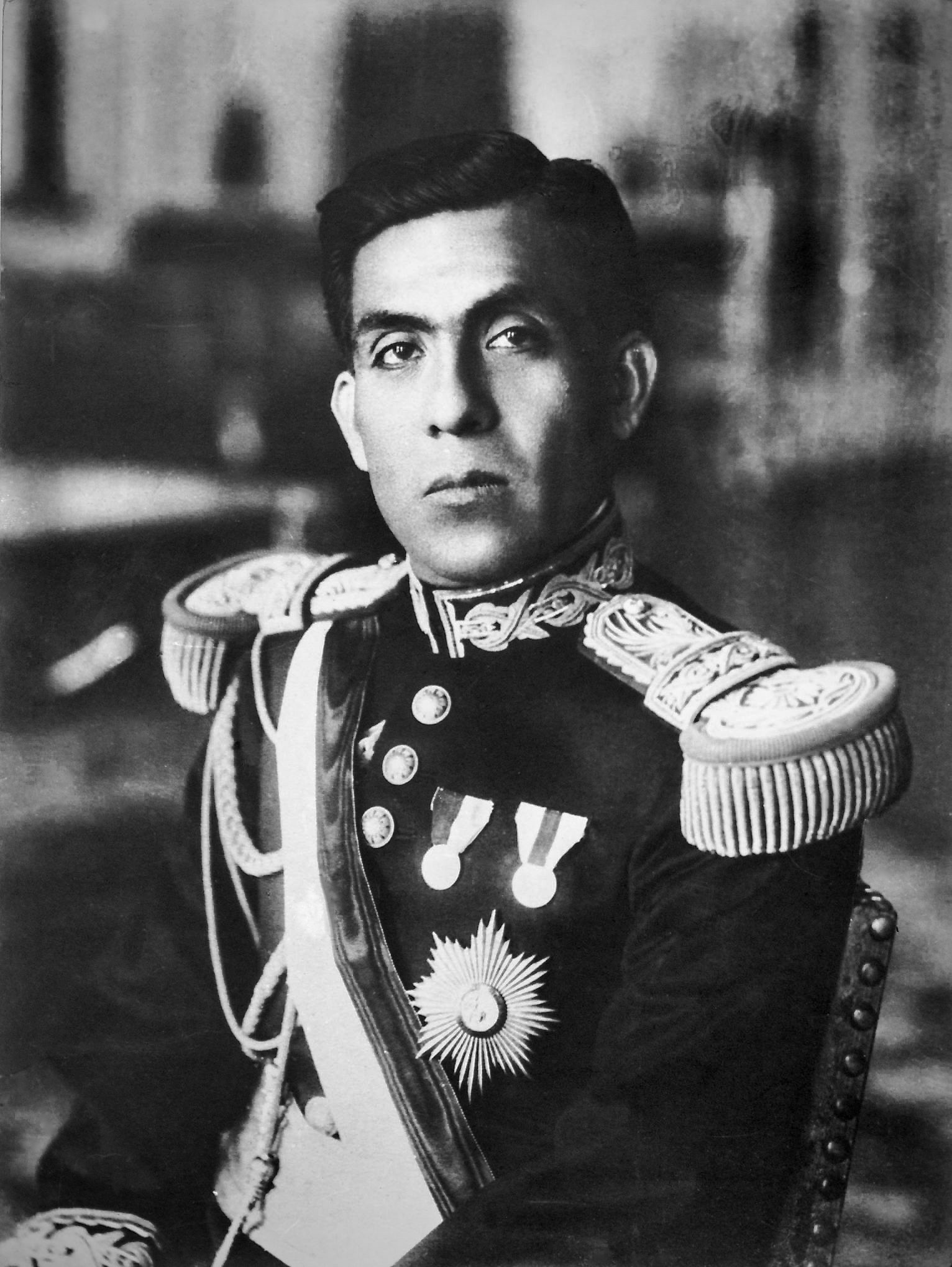
Luis Miguel Sánchez Cerro

Luis Miguel Sánchez Cerro (* 12. August 1889 in Piura, Perú; † 30. April 1933 in Lima, Peru) war ein peruanischer General und Politiker, der 1930 de facto Staatschef Perus und nach seiner Wahl ein Jahr nach Amtsantritt de jure Präsident Perus wurde.

## Leben
Sánchez Cerro beteiligte sich am Militärputsch, der 1914 Guillermo Billinghurst stürzte und organisierte später den Staatsstreich gegen Augusto Leguía. Nach seiner Erhebung, die Teil eines über das ganze Land verbreiteten Aufstands war, wurde er 1930 von den Aufständischen zum provisorischen Präsidenten ausgerufen.
Aufgrund von bewaffneten Auseinandersetzungen mit anderen Putschisten musste Sánchez Cerro das provisorische Präsidentenamt 1931 abgeben, wobei die Präsidentschaft in wenigen Tagen drei Mal wechselte und schließlich an David Samanez Ocampo y Sobrino fiel. Dieser schrieb Präsidentschaftswahlen aus, die Sánchez Cerro mit knapper absoluter Mehrheit und unter umstrittenen Umständen gewann, worauf er im selben Jahr ins Präsidentenamt zurückkehrte.
Während seiner Regierungszeit bekämpfte er erbittert die linkspopulistische APRA, die er verbieten ließ. Bei einem Aufstand der APRA in Trujillo ließ er Bomber einsetzen, wobei 1000 militante Anhänger der APRA umkamen. Er versuchte, seine Machtbasis durch soziale Reformen abzusichern. Sánchez Cerro wurde während seiner Präsidentschaft 1933 durch einen militanten Anhänger der APRA ermordet.